# 固態釀造
固態大麯釀造法是釀製白酒最頂級的工法，以小麥、大麥、豌豆等糧食磨碎、壓製成約30x25x8cm大小的麯胚，放置於含豐富多樣的馴化菌種的麯房中，並依不同階段嚴格調控所需的溫度及濕度，經過2～3個月的發酵，3個月的堆積存放，成為富含數百種香味物質及豐富多樣化菌種的大麯酒麯；再將大麯粉碎，加入蒸熟的高粱，經過長期固態低溫緩慢發酵，以嚴格的品質控管篩選，採用「截頭去尾」（截除甲醇、乙醛、硫化物等低沸點物質，去正丙醇、異丁醇、雜醇油等高沸點物質）的傳統甑鍋蒸餾技術，留存最優質的酒心。1噸高粱加上 200 - 250公斤大麯才能熬出 300 - 400公升的高粱酒，出酒率低，可謂得之不易！最後再將大麯酒以陶罐長時間封存於窖醰中，讓酸、酯、醛、醇充分平衡、純化及締合。

## 外部連結
- https://web.archive.org/web/20080513143027/http://www.agora98.com.tw/wine_brew.php